# Real Federación de Fútbol del Principado de Asturias
La Real Federación de Fútbol del Principado de Asturias (RFFPA) es la federación territorial de la Real Federación Española de Fútbol en  el Principado de Asturias. Fue fundada el 9 de diciembre de 1915 y desde octubre de 2021 su presidente es José Ramón Cuetos Lobo. Tiene su sede en la ciudad de Gijón.

## Historia
El origen de la actual Real Federación de Fútbol del Principado de Asturias se encuentra en la creación de la primera Federación Autónoma en el año 1913. Sin embargo, no fue hasta el 9 de diciembre de 1915  cuando se fundó la Federación Asturiana, entonces denominada Federación Cantábrica de Fútbol. Estaba integrada por seis equipos. El 21 de diciembre del mismo año recibe el espaldarazo oficial de la Federación Española de Clubes de Foot-ball, autorizando la utilización por parte del organismo recién creado de Federación Cantábrica de Clubes de Foot-ball. El 22 de noviembre de 1916, la Federación Española dispuso que Santander causara baja en la Federación Norte y se integrara en la Federación Cantábrica, hasta que en 1918 retorna de nuevo a su antigua Federación, siendo el 28 de mayo de este año cuando la Asamblea de la Federación Nacional toma el acuerdo de cambiar la denominación de Federación Cantábrica por la de Federación Regional Asturiana de Clubes de Fútbol.
El 30 de junio de 1919, a causa de la reforma de sus Estatutos y Reglamento, se amplía su demarcación deportiva, al integrarse en esta federación las provincias de León, Palencia y posteriormente las de Zamora y Burgos; cambiando nuevamente su denominación el 6 de agosto de 1933 por la de Federación Asturiana de Fútbol, para en mayo de 1941 sufrir otra nueva transformación al pasar a ser Federación Astur-Montañesa de Fútbol, que regía el buen orden deportivo de las provincias de: Asturias, León, Palencia, Santander, Burgos, Zamora y Salamanca, hasta que, en el año 1952, se recupera la denominación de Federación Asturiana con sólo la provincia de Asturias, y ya en el año 1985 y al amparo del Decreto 71/1985 de la Consejería de Educación, Cultura y Deportes pasa a ser la actual Federación de Fútbol del Principado de Asturias, siendo este el hecho más importante de los últimos años al permitir la adquisición de personalidad jurídica propia que permite la legislación de la Asamblea territorial, que desde 1986 dispone de sus propios Estatutos y Reglamentos Orgánicos y de Disciplina deportiva, cuyas evidentes ventajas se ponen de manifiesto en los procesos originados entre las personas físicas o jurídicas que dependen de nuestra organización federativa territorial, dependiendo de la FEF, única y exclusivamente en aquellas competiciones que excedan del ámbito territorial de Principado de Asturias.
Desde abril de 1977 ostenta la presidencia de honor de esta Federación de Fútbol del Principado de Asturias S. A. R. Don Felipe de Borbón y Grecia, Príncipe de Asturias.
Por lo que se refiere a sus órganos técnicos: Comité y Escuela de Árbitros; Comité y Escuela de Entrenadores; Comité Técnico de Árbitros de Fútbol-Sala, perfectamente contemplados y desarrollados dentro del Reglamento Orgánico.

## Presidentes
| Presidente                | Años      |
| ------------------------- | --------- |
| Fernando Fernández Quirós |           |
| Enrique Guisasola         |           |
| Víctor Felgueroso         |           |
| Luis Fernández Reguero    |           |
| Andrés Avelino Blanco     |           |
| Julián Ayesta             |           |
| Vicente Roque Piñole      |           |
| Fernando Arroyo           |           |
| Luis Blanc                |           |
| Ceferino San Martín       |           |
| Francisco Alonso León     |           |
| Claudio Martín            |           |
| Elías Lucio de Tapia      | 1953-1979 |
| Celso García Gutiérrez    | 1979-1982 |
| Guillermo Menéndez Coto   | 1982-1988 |
| Manuel Vega-Arango        | 1988-1994 |
| Maximino Martínez Suárez  | 1994-2020 |
| José Ramón Cuetos Lobo    | 2021-     |

## Competiciones
- Tercera División de España - Grupo II
- Regional Preferente de Asturias
- Campeonato de Fútbol Femenino Regional de Asturias
- Copa Federación de España (Asturias)